# Theologisches Zentrum Wuppertal
Das Theologische Zentrum Wuppertal (ThZW) war ein offenes kooperatives Kompetenzzentrum für Theologie und Kirche der Evangelischen Kirche im Rheinland. Es sollte dazu beitragen, dass die vorhandenen Ressourcen in der Aus-, Fort- und Weiterbildung haupt- und ehrenamtlich Mitarbeitender durch neue Kooperationen und Synergien effektiver genutzt werden.
Im Theologischen Zentrum waren u. a. folgende Einrichtungen miteinander verbunden:
- Kirchliche Hochschule Wuppertal/Bethel
- Seminar für pastorale Ausbildung
- Vereinte Evangelische Mission
- Amt für Gemeindeentwicklung und missionarische Dienste
- Haus Gottesdienst und Kirchenmusik
- Landespfarramt für Polizeiseelsorge
- Hochschul- und Landeskirchenbibliothek

Die genannten Einrichtungen bestehen auch nach der Auflösung der gemeinsamen Verwaltungsstrukturen weiter. Das Amt für Gemeindeentwicklung und missionarische Dienste und das Haus Gottesdienst und Kirchenmusik sind 2017 mit der Gemeindeberatung/Organisationsentwicklung zum Zentrum Gemeinde und Kirchenentwicklung verschmolzen. Die Bezeichnung „Theologisches Zentrum Wuppertal“ dient weiterhin als Ortsangabe, z. B. auf Wegweisern.
Am 15. Juni 2021 gab die Evangelische Kirche im Rheinland bekannt, dass ihr Pädagogisches Theologisches Institut (PTI) zum 1. September 2021 von Bonn auf den Wuppertaler Campus verlegt werden soll, um u. a. "die innerkirchliche Vernetzung zu stärken".